# Margaritifera hembeli
Margaritifera hembeli är en musselart som först beskrevs av Conrad 1838.  Margaritifera hembeli ingår i släktet Margaritifera och familjen flodpärlmusslor. IUCN kategoriserar arten globalt som akut hotad. Inga underarter finns listade i Catalogue of Life.